# Cylindropuntia bigelovii

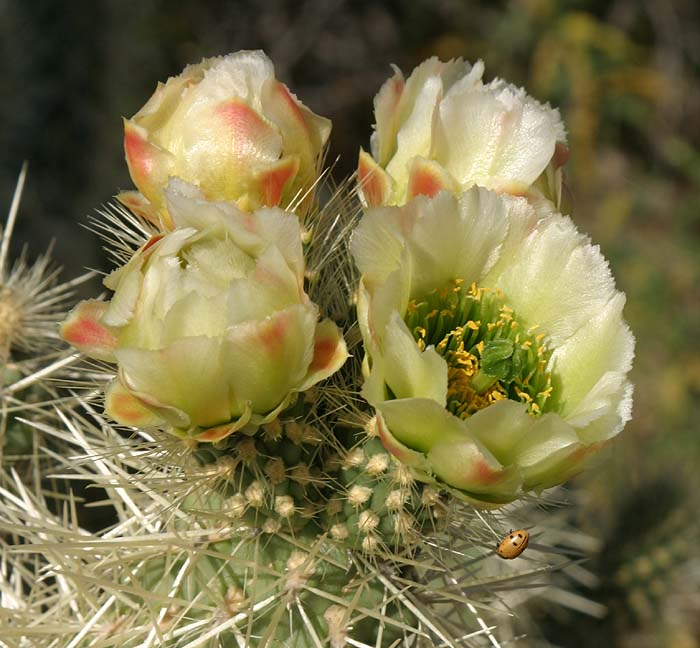
Blüten

Cylindropuntia bigelovii ist eine Pflanzenart aus der Gattung Cylindropuntia in der Familie der Kakteengewächse (Cactaceae). Das Artepitheton bigelovii ehrt den US-amerikanischen Arzt und Botaniker John Milton Bigelow. Fremdsprachige Trivialnamen sind „Cholla“, „Chollo de Oso“, „Golden Spined Jumping Cholla“, „Guerra“, „Teddy Bear Cactus“, „Teddy Bear Cholla“ und „Vellas de Coyote“.
Cylindropuntia bigelovii wurde von den Kakteengesellschaften der drei deutschsprachigen Länder Deutschland (DKG), Österreich (GÖK) und Schweiz (SKG) zum Kaktus des Jahres 2022 gewählt.

## Beschreibung
Cylindropuntia bigelovii wächst strauchig oder baumförmig mit offen verzweigten Kronen und erreicht Wuchshöhen von bis zu 2 Meter. Die Zweige sind spitzwinklig angeordnet. Auf den grünlich purpurfarben bis purpurfarben, 4 bis 18 Zentimeter langen und 1 bis 2 Zentimeter im Durchmesser messenden Triebabschnitten befinden sich vorstehende, verlängerte Höcker. Die etwas rundlichen lohfarben bis braunen Areolen vergrauen im Alter und tragen bis zu 1 Millimeter lange dunkelgelbe Glochiden. Die sechs bis acht Dornen sind über die gesamte Länge der Triebabschnitte vorhanden. Sie sind normalerweise ineinandergreifend, abstehend bis ausgebreitet, gelb bis goldgelb und werden später braun. Die Dornen sind 1 bis 1,8 Zentimeter lang. Ihre Scheiden sind weiß bis cremefarben.
Die Blüten sind gelblich grün, gelb, goldgelb, bronzefarben, rot, rosa- oder magentafarben. Die gelblich grünen oder rötlichen Früchte sind lederig-fleischig und nicht bedornt. Sie sind 2,5 bis 4 Zentimeter lang und erreichen Durchmesser von 1 bis 2 Zentimeter. Die Früchte besitzen anfangs vorstehende Höcker, die später verschwinden. Die Früchte können proliferieren.

## Verbreitung, Systematik und Gefährdung
Cylindropuntia bigelovii ist im Südwesten der Vereinigten Staaten und im Nordwesten von Mexiko in der Vegetation der Mojave- und Sonora-Wüste in Höhenlagen von 300 bis 900 Metern verbreitet.
Die Erstbeschreibung als Opuntia bigelovii von George Engelmann wurde 1856 veröffentlicht. Frederik Marcus Knuth stellte die Art 1936 in die Gattung Cylindropuntia. Ein nomenklatorisches Synonym ist Grusonia bigelovii (Engelm.) G.D.Rowley (2006).
In der Roten Liste gefährdeter Arten der IUCN wird die Art als „Least Concern (LC)“, d. h. als nicht gefährdet geführt. Die Entwicklung der Populationen wird als stabil angesehen.

## Nutzung
Die Seri nutzen die Wurzeln medizinisch.

## Nachweise